# فرانتیشک ولاچیل
فرانتیشک ولاچیل (چکی: František Vláčil; ۱۹ فوریهٔ ۱۹۲۴ – ۲۸ ژانویه ۱۹۹۹) بازیگر، کارگردان فیلم، فیلم‌نامه‌نویس اهل جمهوری چک بود. وی بین سال‌های ۱۹۵۱ تا ۱۹۸۷ میلادی فعالیت می‌کرد.
منتقدان سینما، فیلم مارکتا لازاروا او را بهترین فیلمی می‌دانند که در تاریخ این کشور ساخته شده است.
از فیلم‌ها یا مجموعه‌های تلویزیونی که وی در آن‌ها نقش داشته‌است، می‌توان به آدلهاید و مارکتا لازاروا اشاره نمود.
وی همچنین برندهٔ جوایزی همچون گوی بلورین شده‌است.